# 파워 (미국의 드라마)
《파워》(영어: Power)는 2014년부터 2020년까지 방영된 미국의 드라마이다.